# Torsten Röstlund
Torsten Röstlund, född 9 mars 1920, död 31 maj 2021, var en svensk fotograf och lärare.
Torsten Röstlund utbildade sig på fotoskola i Stockholm och arbetade därefter bland annat på Carl Larssons Fotografiska Atelier AB i Gävle 1944–1947, bland annat med Gävleutställningen 1946. Han utbildades sig därefter till folkskollärare 1947–1949. Han arbetade sedan som lärare till sin pension 1989.
Han har donerat en fotosamling på 700 diabilder från Gävle och omnejd från 1950-, 1960- och 1970-talen till Länsmuseet Gävleborg.
Torsten Röstlund var gift med Synnöve Röstlund (1924–2017).

## Bildgalleri

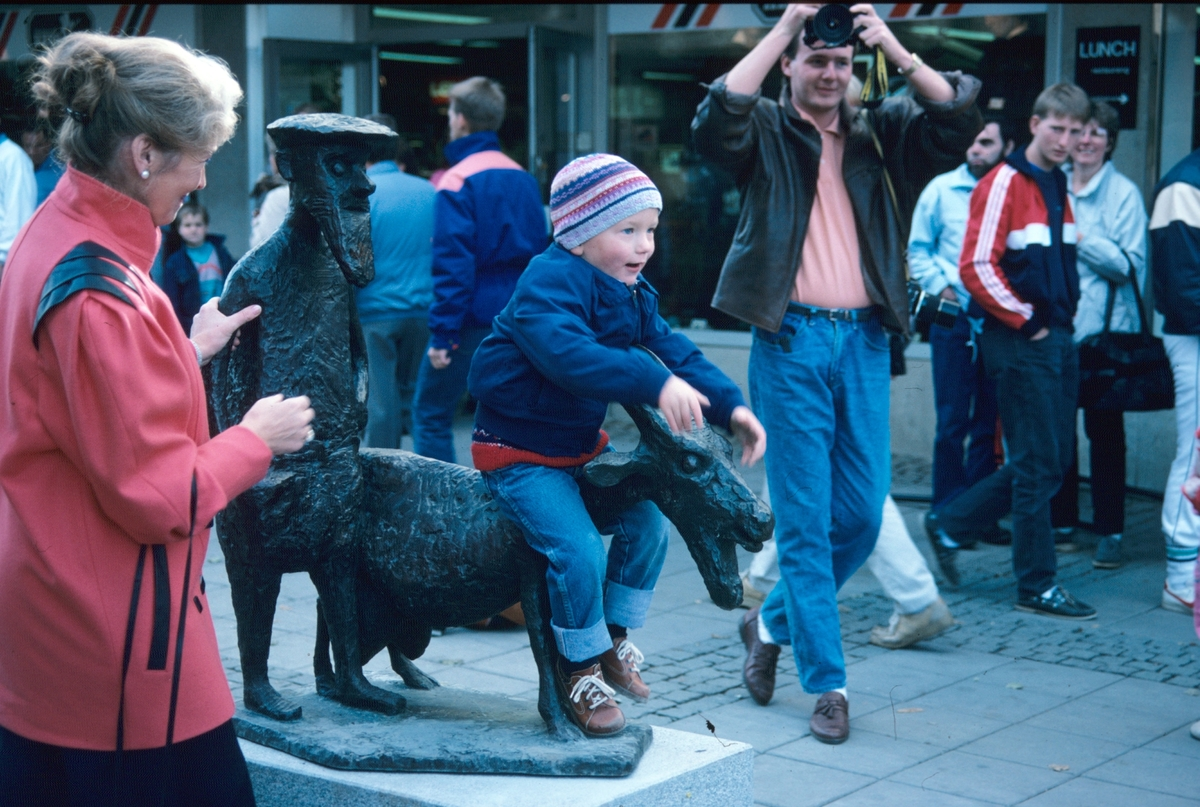
Allan Runefelts skulptur Getgubben på Drottninggatan i Gävle, 1980-talet
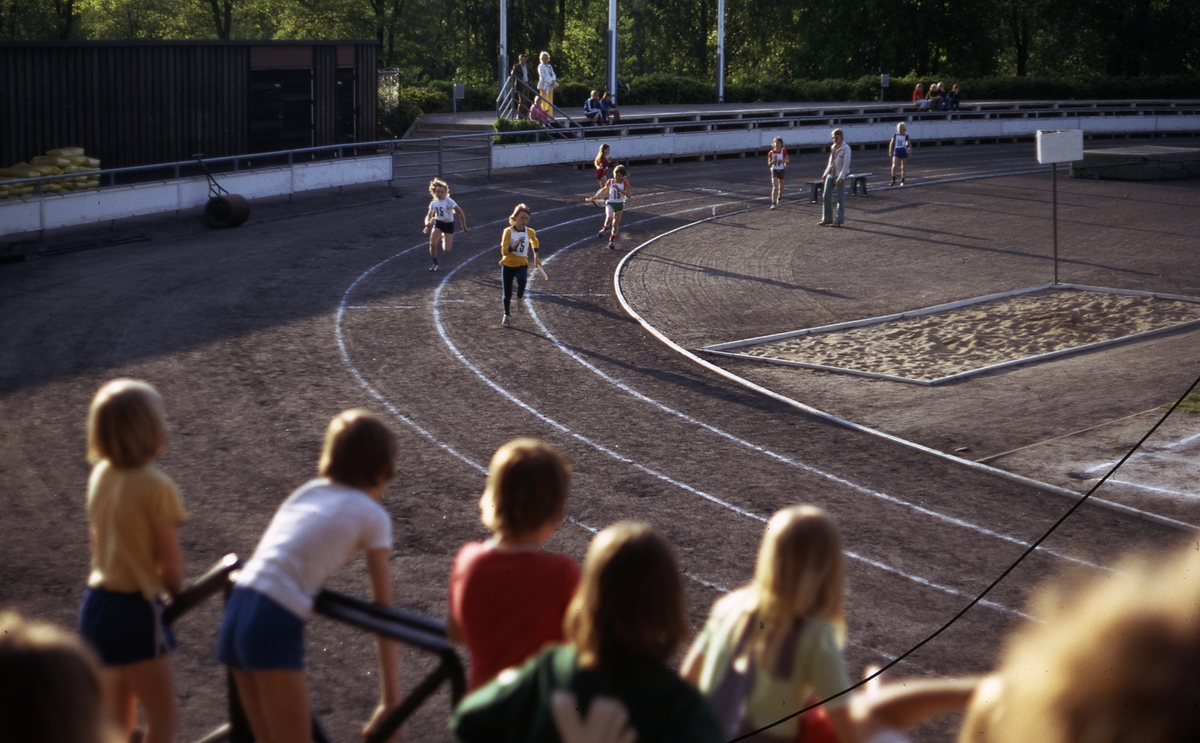
Svenska flaggans dag 6 juni 1973 på Strömvallen i Gävle
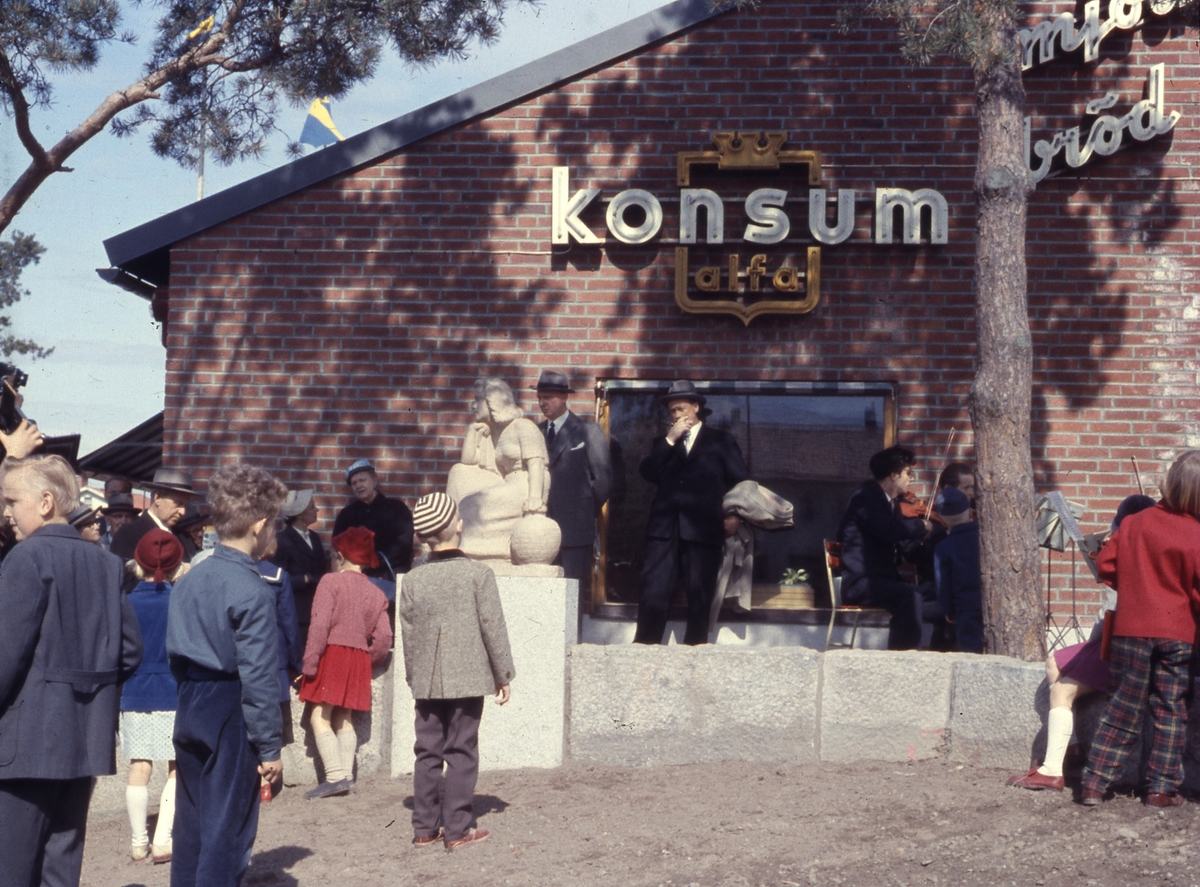
Konsum Alfa-butiken i hörnet Parkvägen/Kaserngatan i Gävle, 1950
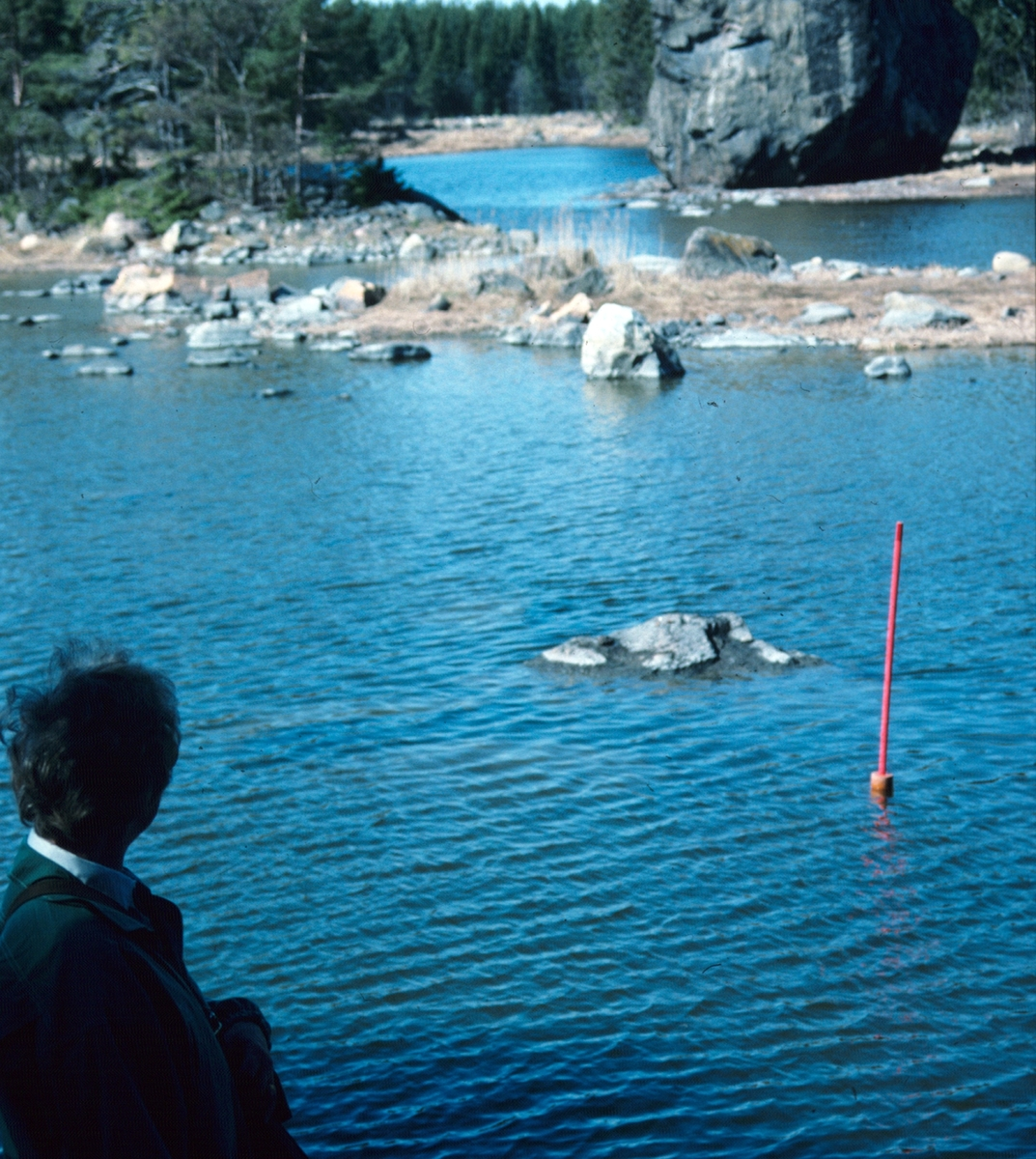
Flyttblocket Sankt Olofsstenen på Eskön
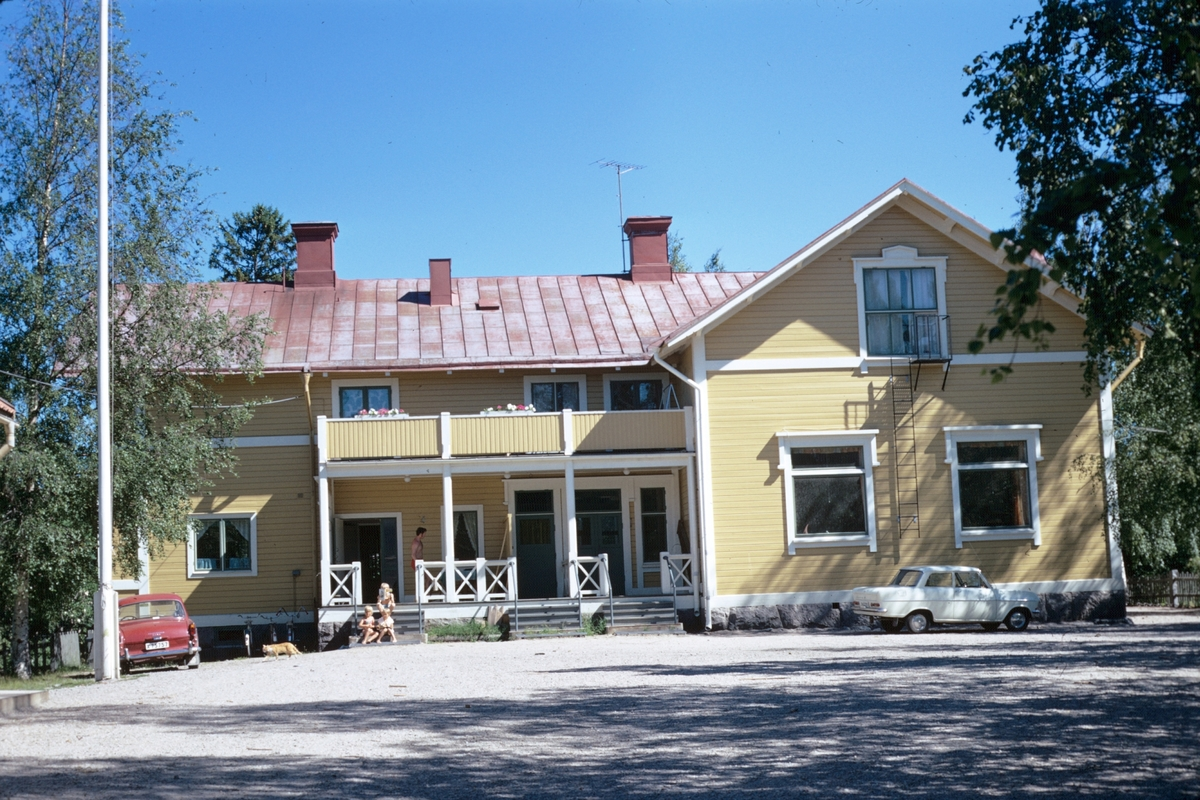
Tidigare Ådala skola, nu Norrsundets arbetarmuseum